# Prijevoj Furka
Furkapass je visokoplaninski cestovni prijevoj u švicarskim Alpama na nadmorskoj visini od 2436 metara koji spaja Gletsch i Valais s Realpom u kantonu Uri. 
Izgradnjom željezničke linije Furka-Oberalp-Bahn kroz tunel Furka duljine 15,4 km zaobiđen je prijevoj te je omogućena cijelogodišnja veza s Realpom koji je inače u zimskim mjesecima zbog snijega na prijevoju Furkapass bio nepovezan s Gletschom i Valaisom. Osnovni željeznički tunel otvoren je 1982. godine i zamijenio je prijašnji tunel koji se nalazio na 2160 metara. Izgradnja osnovnog tunela Furka stajala je preko 300 milijuna franaka te tako višestruko premašila procjenu da će koštati 76 milijuna franaka ali je trajno riješila problem prijevoja Furkađ i povezanosti Realpa.
Prijevoj Furkapass ujedno je bio lokacija na kojoj su snimane scene iz filma Goldfinger o specijalnom agentu James Bondu.

## Vanjske poveznice
- Furka - zubčasta parna željeznica  Arhivirana inačica izvorne stranice od 13. veljače 2009. (Wayback Machine)
- Profil pri climbbybike.com  Arhivirana inačica izvorne stranice od 23. lipnja 2017. (Wayback Machine)
- Furka Pass: Poznata švicarska motociklistička ruta